# Neomaso insulanus
Espèce
Neomaso insulanus est une espèce d'araignées aranéomorphes de la famille des Linyphiidae.

## Distribution
Cette espèce est endémique de l'archipel Juan Fernández au Chili,. Elle se rencontre sur l'île Robinson Crusoe.

## Description
Le mâle holotype mesure 1,55 mm. La femelle est inconnue.

## Publication originale
- Millidge, 1991 : Further linyphiid spiders (Araneae) from South America. Bulletin of the American Museum of Natural History, no 205, p. 1-199 (texte intégral).